# Monte Netto
Il Monte Netto, denominato anche Monte di Capriano (in bresciano Montenèt) è un'altura isolata della parte settentrionale della Bassa Bresciana, posta tra i territori comunali di Capriano del Colle, Flero e Poncarale, che raggiunge un'altezza massima di 133 m slm.
Caratterizzato dalla coltivazione della vite, è zona di produzione dei vini DOC del gruppo Capriano del Colle (Capriano del Colle rosso, Capriano del Colle rosso riserva, Capriano del Colle novello rosso, Capriano del Colle Trebbiano e Capriano del Colle Trebbiano frizzante) e degli IGT Montenetto. La sua particolare conformazione geologica ha impedito un'estesa antropizzazione, consentendo il mantenimento di una fauna e di una flora particolare. Per tale motivo, l'area collinare e la sua fascia pedecollinare sono protette all'interno del parco regionale detto del Monte Netto.

## Origine del nome
Località collinare che venne disboscata per dar spazio alle piantagioni di vigneti. Si possono trovare ancora tracce di fasce boschive ai piedi del Montenetto, in zona Capriano ove esiste ancora il Bosco delle Colombere e all'estremità opposta, sul territorio di Poncarale ove ritroviamo in prossimità della Chiesa il Bosco del Castagneto (el castagner) accessibile dalla omonima via del castagneto e ben visibile entrando in Poncarale da Brescia. 
L'oronimo Monte-Netto deriva dunque dalla scarsità di vegetazione che ha caratterizzato negli ultimi secoli la sua vasta sommità.

## Caratteristiche geologiche
L'altitudine massima del rilievo è di 133 m slm sovralzandosi dalla pianura circostante per una quota variabile tra i 12 e 33 metri. Si estende longitudinalmente per quattro chilometri, mentre da nord a sud è lungo 2,5 km.
Largo e basso, il rilievo è frutto di un movimento sotterraneo avvenuta durante la glaciazione Riss. Il movimento geologico scorre sotto il suolo in direzione nord-est per riemergere presso l'altipiano di Castenedolo.
Le argille sommitali del Monte Netto risalirebbero alla più antica fase del Quaternario e avrebbero colorazione azzurro-giallastra. Lo strato inferiore è composto da sabbia grigia con ghiaia a grosse lenti per lo più calcaree. Allo strato più superficiale, di origine alluvionale a seguito delle deposizioni dei fiumi provenienti dalle valli, succede una sezione di alcune centinaia di metri costituita dai sedimenti marini che composero la pianura padana sul finire del Terziario.

## Fauna e vegetazione
Il rilievo collinare ha una bassa antropizzazione, che si concentra principalmente presso i due centri abitati storici di Capriano del Colle, a sud-ovest, e di Poncarale, ad est, oltre che dalle cascine a corte delle aziende agricole.
Buona parte della superficie è coltivata a vite, essendo zona di produzione dei vini tutelati dal consorzio Vini del Montenetto, che tutela i vini della DOC Capriano del Colle. Modesta è la parte impiegata in passato per l'estrazione della ghiaia.
Il bosco delle Colombaie è il lembo arboreo più rilevante per estensione e per ricchezza della sua vegetazione. Si estende per quattordici ettari; all'interno vi dimorano esemplari di roveri e di farnie, oltre che di carpino bianco, di orniello e di castagno. Limitate le presenze di nocciolo, corniolo, fusaria, acero, ligustro e biancospino. Tra gli arbusti si trova l'edera, ma anche il pungitopo e la pervinca minore, con qualche rara felce.
Nelle fasce boschive più modeste ed esterne del rilievo sono più frequenti le robinie e le piante di sambuco.
Date le caratteristiche arboree sopracitate, sul Monte Netto è diffusa la microfauna.
Nell'estate del 2025, dopo varie segnalazioni, è stata documentata tramite video la presenza del lupo.

## Antropizzazione
Nel X secolo il territorio del Monte Netto fece parte delle proprietà del capitolo della Cattedrale di Brescia. Nel Quattrocento fu ceduto alla famiglia dei Bornati. Il comune e la parrocchia di Poncarale contestarono tale assegnazione, vantando dei diritti civici sull'altura, come l'erbatico e il legnatico. L'accordo, raggiunto nel 1454, prevedeva che i Bornati restassero proprietari del Monte Netto, ma che il comune di Poncarale ottenesse in cambio duecento piò.
Con l'acquisizione dei Bornati iniziò la fase di disboscamento e di dissodamento del terreno. Data la scarsità dell'irrigazione, le coltivazioni principali furono la vite e il lino; attiva fu anche la pastorizia.
Nel corso dell'Ottocento furono costruite le strade che collegarono le cascine Torrazza e San Bernardo ai centri abitati di Capriano e di Poncarale sostituendosi alle precedenti rotabili e interpoderali. Nel 1912, il comune di Poncarale, sotto l'amministrazione del sindaco Bertazzoli, distribuì i 200 piò della dotazione medievale a diversi privati cittadini.
Nel 2007 fu istituito il parco regionale del Monte Netto per difenderne le caratteristiche peculiari.